# Йохансен, Ян Отто
Ян Отто Йохансен (норв. Jahn Otto Johansen, 1934—2018) — норвежский писатель и журналист, в 1977—1984 годы главный редактор Dagbladet. Автор почти шестидесяти сборников путевых заметок и репортажей, многие из которых стали национальными бестселлерами. В 1982 году совместно с Бьоргом Виком получил литературную Премию Каппелена.
Похоронен на Западном кладбище Осло.

## Избранные произведения
- Репортаж из Советского Союза (Rapport fra Sovjet, 1963)
- Судьба Чехословакии (Tsjekkoslovakias skjebnetime, 1968)
- Репортаж из Китая (Rapport fra Kina, 1972)
- Еврей и арабы (Jøde og araber, 1974)
- Моя еврейская мама (Min jiddische mamma, 1980)
- Людвиг Эйкос (Ludvig Eikaas, 1981)
- Письма туриста из другой Германии (Reisebrev fra det andre Tyskland, 1997)
- Воспоминания о мире большом и маленьком (Erindringer fra en stor og en liten verden, 1999—2004)